# 有我在
《有我在》（英語：9ood Show）是台灣歌手羅志祥的第十張大碟，第九張專輯，在2012年3月21日開始預購，並於2012年4月6日推出。
專輯的第一派台歌以及第一主打歌是《有我在》，在2012年3月14日派台，並採用了在2012年炙手可熱的話題世界末日為主題。
根據多份唱片公司業務報表交叉比對，《有我在》為2012年台灣的年度唱片銷售總冠軍。另外，《有我在》同時獲國際唱片業協會(香港會)有限公司（IFPIHK）認可，為2012年度香港地區十大暢銷國語唱片。

## 唱片版本
- 風雲變色版(預購版本)，附送天使也哭泣歌詞本 + 手電筒，預購版有流水編號[8]
- 驚天動地版(預購版本)，附送末日風火海歌詞本 + 口罩，預購版有流水編號[9]
- 正式版——天長地九版，附送唇膏，預購版有流水編號[1]
- 全城熱愛冠軍影音珍藏版，附送《再一次心跳》音樂微電影完整版DVD，52頁《再一次心跳》澳洲紙上電影寫真集，5月12日《有我在慶功演唱會》入場券 [10]，香港限量版另附贈有我在 iPhone case[2]。
- 正式贈品版，一張天長地九版專輯加月曆及圓扇。
- 日本盤特典，收錄日本語翻譯歌詞本及6首音樂錄影帶[11]。

## 曲目
| 曲序     | 曲目         |          | 作曲                                                     | 编曲          | 製作人   | 备注 | 时长  |
| -------- | ------------ | -------- | -------------------------------------------------------- | ------------- | -------- | --- | ----- |
| 1.       | 有我在       | 崔惟楷   | Scott Wild(aka. The White 3rd) Paul Humphries            | 陳星翰        | 畢國勇   | 第一主打歌 原曲為《War Cry》                                                                                | 4:23  |
| 2.       | 全城熱愛     | 陳天佑   | 唐達                                                     | 陳信安        | 陳信安   | 第四主打歌                                                                                                  | 3:59  |
| 3.       | 王見王       | 徐世珍   | Lara Nahum Michael Grant                                 | 陳星翰        | 張健偉   | 第三主打歌 feat.杨丞琳 收錄在楊丞琳專輯《想幸福的人》中 偶像劇《粉愛粉愛你》插曲 微電影《再一次心跳》主題曲 | 3:36  |
| 4.       | 不具名的悲傷 | 管啟源   | 林倛玉                                                   |               | 馬毓芬   | 第二主打歌                                                                                                  | 5:01  |
| 5.       | 愛入非非     | 陳天佑   | 李華章                                                   | 洪敬堯 溫奕哲 | 馬毓芬   | 偶像劇《粉愛粉愛你》插曲 原曲為《Neo Deon Nal》                                                             | 4:53  |
| 6.       | 幸福囉       | 吳易緯   | 菊池一仁                                                 | 陳信安        | 陳信安   | 第八主打歌                                                                                                  | 3:36  |
| 7.       | 愛走秀       | 葛大為   | 徐浩 周錫漢                                              | TEN           | 畢國勇   | 第七主打歌 偶像劇《粉愛粉愛你》主題曲                                                                       | 3:00  |
| 8.       | 愛。不用說   | 姚若龍   | 高東勳（고동훈）                                               | Rare（謎團）  | 馬毓芬   | 第六主打歌 微電影《再一次心跳》插曲                                                                         | 4:28  |
| 9.       | 人肉搜索     | 李宗恩   | Andrew Jackson Gandalf Roudette-Muschamp Joahua Thompson | 康友韋        | 張健偉   | 原曲為《Bumble Bee》                                                                                        | 3:57  |
| 10.      | 今天妳最漂亮 |          | 陳炯順                                                   | Terence Teo   | 李偉菘   | 第五主打歌 微電影《再一次心跳》插曲                                                                         | 3:41  |
| 总时长： | 总时长：     | 总时长： | 总时长：                                                 | 总时长：      | 总时长： | 总时长： | 40:34 |

## 音樂錄影帶及微電影
| 歌名                    | 執導   | 首播日期      | 首播頻道                 | 附註                                                                                             |
| ----------------------- | ------ | ------------- | ------------------------ | ------------------------------------------------------------------------------------------------ |
| 有我在                  | 陳奕仁 | 2012年3月18日 | Youtube                  | 直至2013年11月28日，觀看人數破580萬                                                              |
| 不具名的悲傷            | 黃中平 | 2012年4月1日  | Youtube                  | 直至2013年11月28日，觀看人數破740萬 Youtube音樂榜連續上榜32週 Youtube 2012年度十大熱門影片(台灣) |
| 王見王                  | 陳正道 | 2012年4月16日 | MTV                      | 與楊丞琳合作拍攝 直至2013年11月28日，觀看人數破280萬                                             |
| 全城熱愛                | 鄺盛   | 2012年4月30日 | Youtube                  | 直至2013年11月28日，觀看人數破210萬                                                              |
| 今天妳最漂亮            | 陳正道 | 2012年4月25日 | MTV                      | 直至2013年11月28日，觀看人數破52萬                                                               |
| 愛。不用說              | 陳正道 | 2012年5月21日 | Youtube                  | 直至2013年11月28日，觀看人數破130萬                                                              |
| 愛走秀                  |        | 2012年5月19日 | MTV                      | 含電視劇粉愛粉愛你 片段直至2013年11月28日，觀看人數破20萬                                        |
| 幸福囉                  |        | 2012年6月18日 | Youtube                  | 剪輯自2012年5月12日台中有我在慶功演唱會片段 直至2013年11月28日，觀看人數破53萬                   |
| 微電影：《再一次心跳》] | 陳正道 | 2012年4月12日 | Yahoo奇摩.土豆網.Youtube |                                                                                                  |

## 銷售成績及榜單

### 台灣銷售成績
- 由預購首天（3月21日）至3月26日，預購量達56158張[13]
- 至4月8日，台灣銷量達100626張[14]
- 至5月17日，台灣銷量達155215張[15]

| 銷售榜單                | 首週成績 | 週數# / 計算時間           | 最佳成績 | 最佳成績銷售百分比           |
| ----------------------- | -------- | -------------------------- | -------- | ---------------------------- |
| G-Music風雲榜（華語榜） | #1       | #14 / 2012年4月6日–4月12日 | #1       | 71.47%                       |
| G-Music風雲榜（綜合榜） | #1       | #14 / 2012年4月6日–4月12日 | #1       | 53.71%                       |
| 五大金榜                | #1       | #15 / 2012年4月6日–4月12日 | #1       | 81.58%(史上銷售最高的百分比) |

### 日本地區銷售成績（日本版）
| 榜單                 | 最佳成績 | 銷售數字 | 在榜時間 |
| -------------------- | -------- | -------- | -------- |
| Oricon公信榜專輯日榜 | 14       |          |          |
| Oricon公信榜專輯週榜 | 58       |          | 1        |

### 2012hit FM年度百首單曲[21]
| 歌曲         | 排名 |
| ------------ | ---- |
| 不具名的悲傷 | 20   |
| 有我在       | 27   |

### 其他榜單
- 2012年i Radio年度華語金曲榜冠軍（十三週在榜）[22]

#### 第八屆KKBOX數位音樂風雲榜
- 年度百大專輯第6名

## 派台歌成績
| 年份 | 歌曲         | 幽浮          | Hito          | MTV           | Channel V     |
| 2012 | 有我在       | 7             | 1             | 1（兩周冠軍） | 1             |
|      | 不具名的悲傷 | 1             | 1             | -             | 1（兩周冠軍） |
|      | 王見王       | 1（兩周冠軍） | 1             | 1             | 1             |
|      | 全城熱愛     | 1             | 1（兩周冠軍） | 1（兩周冠軍） | 1（兩周冠軍） |
|      | 今天妳最漂亮 | -             | 5             | 2             | 3             |
|      | 愛。不用說   | -             | 5             | -             | 3             |
|      | 愛走秀       | -             | -             | 3             | 10            |

| 年份 | 歌曲         | 903 | TVB | 997         | RTHK |
| 2012 | 有我在       | -   | 3   | 1（國語力） | -    |
|      | 全城熱愛     | 14  | -   | 1（國語力） | -    |
|      | 不具名的悲傷 | -   | -   | 6（國語力） | -    |
|      | 王見王       | -   | -   | 2（國語力） | -    |

| 年份 | 歌曲         | YES933        | Radio1003 |
| 2012 | 有我在       | 1             | 3         |
|      | 愛走秀       | 1（兩周冠軍） | -         |
|      | 不具名的悲傷 | 2             | 1         |

| 年份 | 歌曲         | 988 |
| 2012 | 有我在       | 16  |
|      | 不具名的悲傷 | 15  |
|      | 王見王       | 11  |

## 備註
1. 1 2  羅志祥 有我在 ［正式版-天長地九版］ - Sky Music （页面存档备份，存于），2012年3月28日 (三) 20:30 (UTC+8)查閱（繁體中文）
2. 1 2  羅志祥 有我在 ［全城熱愛 冠軍影音珍藏香港限量版 - Sky Music （页面存档备份，存于），2012年3月28日 (三) 20:30 (UTC+8)查閱（繁體中文）
3. ↑  羅志祥的微博 （页面存档备份，存于），2012年3月13日 (二) 23:00 (UTC+8)查閱（繁體中文）
4. 1 2  羅志祥新碟《有我在》正式預購中 - Sky Music （页面存档备份，存于），2012年3月15日 (四) 00:55 (UTC+8)查閱（繁體中文）
5. ↑  （繁體中文）小豬大豹發 三連霸唱銷王 的存檔，存档日期2014-04-19.2013-01-10 中國時報
6. ↑  （繁體中文）羅志祥蔡依林2012冠亞軍 的存檔，存档日期2013-10-19.
7. ↑  "IFPIHK唱片銷量大獎2012" （页面存档备份，存于），2013年3月2日 (六) 22:19 (UTC+8)查閱（繁體中文）
8. ↑  有我在 (風雲變色版) (連 Good Show 投影手電筒)  鐳射唱片 - 羅志祥, 金牌大風音樂文化股份有限公司 (TW) （页面存档备份，存于），2012年3月21日 (三) 15:55 (UTC+8)查閱（繁體中文）
9. ↑  YESASIA : 有我在 (驚天動地版) (連 Love Show 全城愛秀豹紋口罩)  鐳射唱片 - 羅志祥, 金牌大風音樂文化股份有限公司 (TW) （页面存档备份，存于），2012年3月21日 (三) 15:55 (UTC+8)查閱
10. ↑  YESASIA : 有我在 (全城熱愛冠軍影音珍藏版) (CD + DVD)  鐳射唱片 - 羅志祥, 金牌大風音樂文化股份有限公司 (TW) （页面存档备份，存于），2012年4月26日 (四) 17:25 (UTC+8)查閱
11. ↑  .   [2012-06-01]. （原始内容存档于2013-01-21）.
12. ↑  2012 年 YouTube 回顧，十大熱門影片(台灣) （页面存档备份，存于）Youtube.com
13. ↑  羅志祥嗆質疑聲浪 世界末日只想抱媽媽 的存檔，存档日期2012-03-27.Yes娛樂新聞中心2012-03-26 16:23
14. ↑  羅志祥專輯銷售成績亮眼 張鈞甯親送紅酒相約下次再飆戲 （页面存档备份，存于）Wow!News 2012年04月08日
15. ↑  羅志祥淡定面對金曲落選 新專輯有望銷量三連霸 （页面存档备份，存于）搜狐音樂 2012年05月21日14:20
16. ↑  "G-Music風雲榜（華語榜）" （页面存档备份，存于） 此連結只顯示本週成績，請在頁面搜尋2012年第14週之榜單成績
17. ↑  "G-Music風雲榜（綜合榜）" 的存檔，存档日期2011-07-10. 此連結只顯示本週成績，請在頁面搜尋2012年第14週之榜單成績
18. ↑  http://www.5music.com.tw/CDTop.asp?top=1&pWeek=201215&sclass= （页面存档备份，存于） 五大唱片2012年第十五週榜單
19. ↑  羅志祥《有我在》15萬張 勇奪三連霸年度唱銷王 的存檔，存档日期2016-03-04.YES娛樂2012-11-20
20. ↑  http://www.oricon.co.jp/prof/artist/428627/products/music/967416/1/ Oricon公信榜專輯介紹
21. ↑  "2012 Hit Fm年度百首單曲- 2012年 (#1至50)" （页面存档备份，存于） HitFM聯播網，2013年1月13日 (日) 15:05 (UTC+8)查閱
22. ↑  「有我在」 羅志祥榮登i Radio年度金曲王座[永久]《中時電子報》，2013年2月18日 (一) 15:16 (UTC+8)查閱
23. ↑  香港文匯報2012年6月2日報導 （页面存档备份，存于）（繁體中文）
24. ↑  my903.com - 叱咤正在普選[永久]，2012年4月25日 (三) 20:40 (UTC+8)查閱（繁體中文）
25. ↑  新城知訊台 - 國語力排行榜（此連結只顯示本週成績，請於右上角2012-06-02第22週的排名 （页面存档备份，存于），2012年8月23日 (三) 20:55 (UTC+8)查閱（繁體中文）
26. ↑  新城知訊台 - 國語力排行榜（此連結只顯示本週成績，請於右上角2012-08-18第33週的排名 （页面存档备份，存于），2012年8月23日 (三) 20:55 (UTC+8)查閱（繁體中文）
27. ↑  新城知訊台 - 國語力排行榜（此連結只顯示本週成績，請於右上角2012-06-30第26週的排名 （页面存档备份，存于），2012年8月23日 (三) 20:55 (UTC+8)查閱（繁體中文）